# Horacios

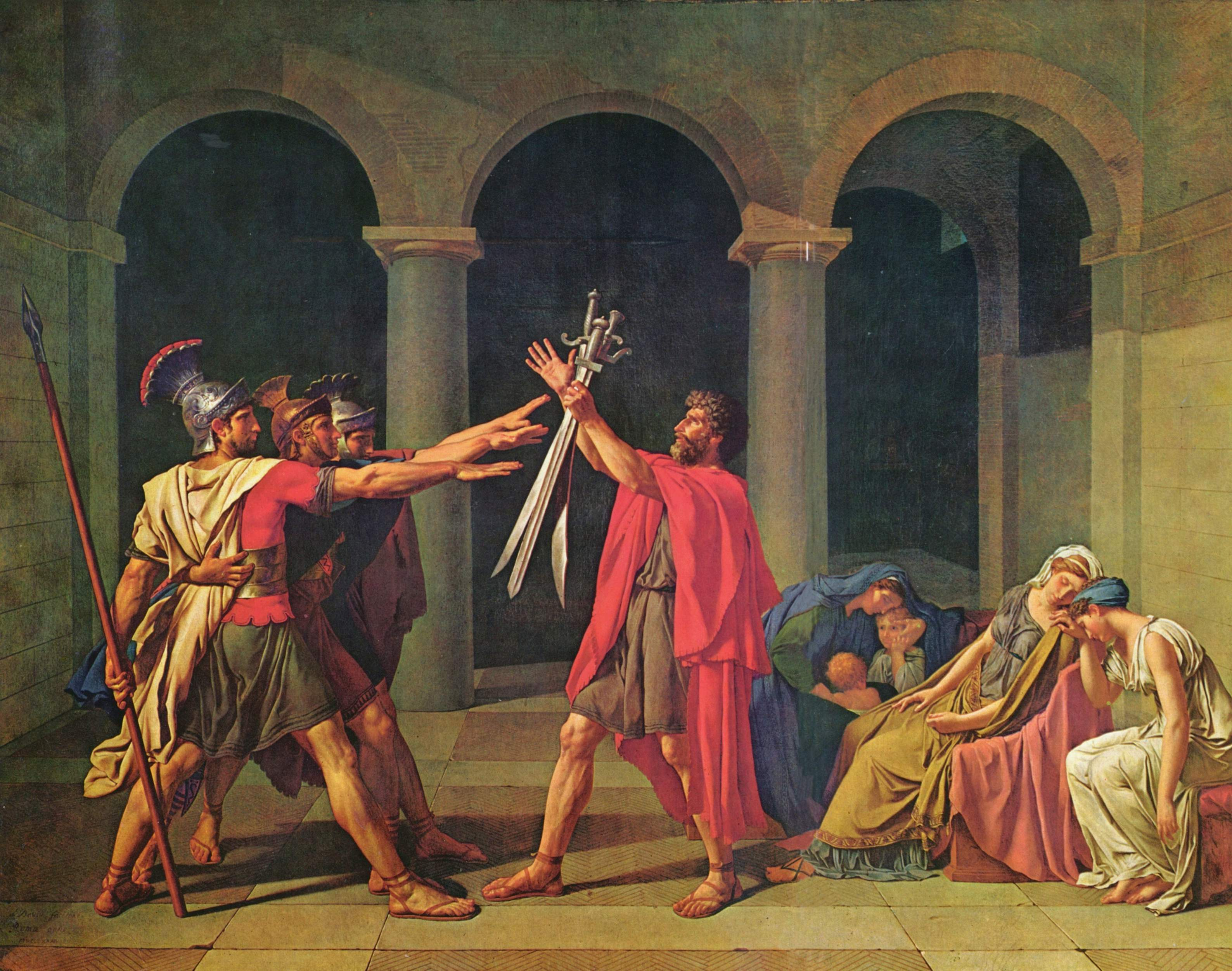
Juramento de los Horacios (1784), de Jacques-Louis David.

Los Horacios eran hermanos trillizos, hijos de Publio Horacio. Son, con los Curiacios, figuras legendarias que, según la tradición de la Antigua Roma, en tiempos de Tulo Hostilio (672-640 a. C.) Ayudaron en acabar con la guerra que mantenían entre sí las ciudades de Roma y Alba Longa, para ello aceptaron el desafío de los tres Curiacios, también trillizos, a un combate de los tres contra los tres ante los dos ejércitos en pugna.

## Leyenda

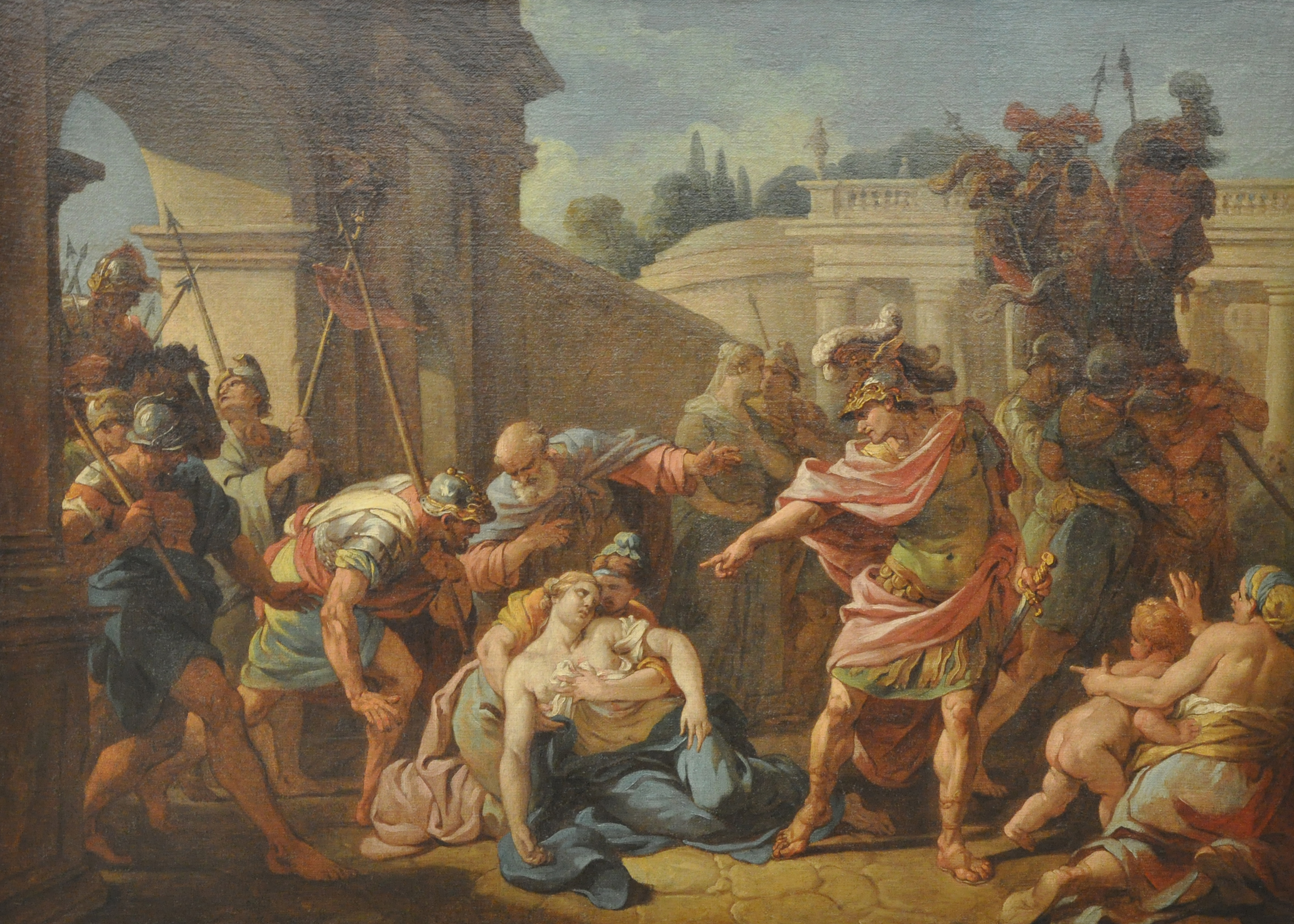
Horacio tras atravesar con la espada a su hermana, por Jean-François Lagrenée

En el curso del combate, mueren dos de los Horacios, aunque no sin haber herido entre todos a cada uno de los tres Curiacios; el superviviente único de los Horacios, que estaba indemne, adoptó la estratagema de echar a correr para conseguir tiempo: de esa manera consiguió irlos matando uno por uno, primero al herido más fuerte, después al menos fuerte y por último, al más débil, que había dejado más lejos al irlos descolgando, mientras que si se hubiera enfrentado a los tres heridos habría perecido con toda probabilidad; con astucia dio así la victoria a su patria y el dominio sobre Alba Longa. Así lo narra el historiador Tito Livio:
Desde el primer choque y chasquido de las armas, una gran emoción atravesó al público; todos perdieron la voz y el aliento. Sin embargo, en medio de la refriega, los tres albanos resultaron heridos y dos romanos cayeron, muriendo uno sobre el otro. Su caída provocó gritos de alegría en el ejército albano; las legiones romanas temblaban por su único campeón, a quien los tres Curiacios habían rodeado. Afortunadamente, estaba ileso, demasiado solo y débil, cierto, para todos sus oponentes juntos, pero formidable para cada uno sin los demás. Para luchar contra ellos por separado, huyó diciendo que cada hombre herido lo persiguiese lo mejor que pudiera. Ya estaba a cierta distancia del campo de batalla cuando giró la cabeza y vio a sus perseguidores muy separados. El primero no estaba muy lejos: se abalanzó sobre él. Horacio ya había matado a su adversario y, victorioso, marchó hacia la segunda lid. Profiriendo vítores, los romanos alientan a su campeón: él, sin darle al último Curiacio, que no estaba muy lejos, la oportunidad de llegar, mató al otro. Ahora la lucha era igual: superviviente contra superviviente; pero ya no tenían la misma moral ni la misma fuerza. Él, dos veces victorioso, caminó con orgullo a su tercera pelea; el otro se arrastró exhausto hasta allí. No fue una pelea: apenas podía el albano llevar sus armas; Horacio le hunde la espada en su garganta, lo derriba.
Camila, hermana del Horacio superviviente, estaba prometida a uno de los Curiacios y cuando se enteró de la hazaña de su hermano echó a llorar; esto no le gustó y, envanecido de patriotismo, la atravesó con su espada. Se le hizo proceso y fue condenado a muerte, pero apeló al pueblo, que lo exoneró a cambio de que expiara su crimen con periódicos sacrificios y ritos purificatorios ante los dioses, que su familia perpetuó desde entonces. Este mito se recogió en un romance anónimo español, "Cuando Horacio en Roma entró...".
Los sepulcros de los dos Horacios y los tres Curiacios, así como la llamada columna Horaciana, en la cual se habían colgado los despojos de los Curiacios, aún existían en tiempos de Tito Livio.